# Eriphus smaragdinus
Eriphus smaragdinus är en skalbaggsart som beskrevs av Monné och Lúcia Maria de Campos Fragoso 1996. Eriphus smaragdinus ingår i släktet Eriphus och familjen långhorningar. Inga underarter finns listade i Catalogue of Life.